# Съединение (област Бургас)
Вижте пояснителната страница за други значения на Съединение.
Съединение е село в Югоизточна България. Намира се в Община Сунгурларе, област Бургас.

## География
Селото се намира в долина, заобиколено е на север и юг от Стара планина. Разстоянието до областния център Бургас (64 км), до Шумен (62 км), до Сливен (85 км), до Ямбол (79 км), до Слънчев бряг (71 км). Близо са и Айтос /35 км/ и Карнобат /45 км/. Съседни села са Люляково /5 км/, Камчия /7 км/, Завет /5 км/, Ведрово /8 км/. До реката се намира гара Завет /3 км/обслужваща Съединение. Същата е на жп линията Варна – Карнобат и през нея спират 8 влака, от които 2 бързи. Минава река Луда Камчия, както и два нейни притока-Моравска река и Ведровска река. На около 10 км от селото се намира яз. Камчия, главен водоснабдителен източник за гр. Бургас, Варна и др. населени места. Районът е много богат на изворни води. Има и един голям и зарибен, предназначен за спортен риболов, както и два малки язовира,. Надморската височина на селото е около 300 метра. Планината е около 650-750 м.н.в. Южно от селото, покрай реката има голяма равнина с правоъгълна форма и площ около 450 ха. Общо землището на селото е около 1700 ха, като на 75% от земята в миналото е била изградена напоителна система с вода от р.Луда Камчия и води от планината. Източно от селото се намира дъбова гора /„Корията“/. По северните склонове на планината преобладават гори от бук и габър, както и насаждения от бор. По южните склонове се среща най-вече дъб и бор. Срещат се и липа, мъждрян, акация, дрян, клен и др. от дърветата и глог, шипка, люляк от храстите. От тревистите по-интересни са дивият чесън /леорда/, който напролет хората от селото консумират, и самардала, от която се прави ароматна сол/мерудия/. От дивеча са разпространени всички видове, срещани в България, с изключение на мечка/в миналото е имало/, елен лопатар, дива коза, фазан и глухар.
Населението на кв. Морава /около 800 ж./е основно от етнически турци и около 15 български семейства, а в кв. Подем /около 200 ж./ има предимно българи. През почти вековното съжителство между етносите е характерно с изключително чувство на толерантност и разбирателство.

## История
Селото се състои от два квартала, които преди са били различни села. На 17.ХII.1953 г. те са обединени. Първоначално и двете села са били турски. След Освобождението почти всички турци се изселват. Едното село остава почти безлюдно, а в другото се преселват българи най-вече от Старозагорско. Турските имена на селата са Марафта и Хотал. Именно в Хотал се преселват българите и ромите, а в Морава предимно завърнали се турци. И до днес в Морава преобладава турското население, а в Хотал-българското, както и ромско. След идването на комунизма името на Хотал е променено на Подем. След това двете села се обединяват в едно, което е наречено Съединение. През този период и най-големият разцвет на селото. Построява се голямо ТКЗС, засаждат се много овощни градини, впоследствие и лозя, изграждат се оранжерии, построяват се два стопански двора и МТС. Много силно развито е било и градинарството и животновъдството. Селото е било първенец по добиви в района. След промените селото запада, младите хора се местят в градовете, най-вече Бургас, поради липса на работа. Постепенно се унищожават насажденията и сградите. По-силно засегнат е кв. Подем /българския/. В него остават предимно стари хора.

## Население

### Етнически състав
Преброяване на населението през 2011 г.
Численост и дял на етническите групи според преброяването на населението през 2011 г.:
|                     | Численост |
| Общо                | 1029      |
| Българи             | 268       |
| Турци               | 658       |
| Цигани              | -         |
| Други               | -         |
| Не се самоопределят | 3         |
| Неотговорили        | 100       |

## Икономика
През социализма селското стопанство е било много силно развито. Имало е голямо ТКЗС, а по-късно и ДЗС. Стопанството е било високо механизирано. Построена е голяма машинно-тракторна станция (МТС). Използвани са трактори с разнообразен инвентар, зърнокомбайни и дори и сливокомбайн. Между Съединение и Люляково е било построено летище за нуждите на селскостопанската авиация.
Зърнените култури са заемали големи площи-предимно пшеница, ечемик, овес и по-малко просо и ръж, а също така и царевица. От техническите култури най-вече слънчоглед, както и репко /рапица/, кориандър, лавандула и нахут. Основни фуражни култури са били люцерната, царевицата за силаж и тревните смески. От трайните насашдения най-много са били овощните градини-ябълки /2200 дка/, череши /300 дка/, вишни /130 дка/, дюли и круши /70 дка/, праскови /200 дка/, сливи /400 дка/, лешници /8 дка/и ягоди /около 4 дка/. По-малко са били лозята /180 дка/. Много добре е било развито зеленчукопроизводството-домати, пипер, картофи, краставици, дини и пъпеши, лук, чесън, зеле, моркови и др. Осъществявян е износ на плодове и зеленчуци за СССР и други соцстрани, вкл. и Куба. В района на гара Завет е засаден хмел /170 дка/и е изградено ДЗС със складова база и хмелосушилня. В животновъдството е преобладавало овцевъдството /около 3000 глави/. Развити са били и говедовъдството и птицевъдството, а за кратко и зайцевъдството. Изградени са модерни сгради за животните, за фураж, както и ветверинарна клиника.
За нуждите на напояването е изградена система от открити канали и тръбопроводи, свързани са трите язовира и са построени две помпени станции на р. Луда Камчия. Високо в планината е направено водохващане за захранване на най-големия язовир. Изградени са и дренаж и отводнителни системи на част от земите.
След 1989 г. всичко постепенно запада. Всички трайни насаждения са унищожени и материалната база е разграбена. Остават единствено част от единия стопански двор и МТС, които са собственост на крупна агрофирма от Бургас, която обработва земите под аренда. Единствените трайни насаждения са бадеми /170 дка, на мястото на лозята/, обработвани от същата фирма.
Като цяло селото е добре благоустроено. В кв. Морава има няколко магазина и заведения. В кв. Подем има 2 магазина и едно заведение, както и учителско общежитие. И двата квартала имат паркове, но голямата част от улиците не са асфалтирани и липсва канализация. Между двата квартала се намират стопанския двор, училището, детската градина, кметствотоприемна на МВР, стадионът, помпената станция на тръбопровода, захранващ с вода по-голямата част от областта и Бургас от яз. Камчия, и сградите на бившите казарми на Строитени войски /строили канала/.
От видовете транспорт най-развит е автомобилния-с лични автомобили и автобусна линия Разград-Бургас. ЖП гарата отстои на 3 км от селото. Южно от селото минава газопроводът от Русия през Турция.

## Културни и природни забележителности
На запад от селото над брега на реката има малка неизследвана пещеричка и на върха останки от каменно укрепление, най-вероятно охранителна кула на път. Малко по-на запад има останки от старо село-Никулец. На север, в планината, има меча дупка и останки от крепост. На юг, в планината има стар манастир, който не функционира, но има проект за възстановяванвто му. В равнината на юг от селото на две места има останки от селища, а в „Корията“-стар, най-вероятно римски, път. Някои от местните хора се занимават с иманярство и са намерени много монети, пръстени, накити, оръжия, керамика и др.
Селото разполага с кметство, основно училище „Отец Паисий“, детска градина, здравна службапоща, читалище „Христо Ботев“ с клонове в двата квартала, джамия и параклис „Св. Георги Победоносец“. В миналото селото е имало футболен отбор, играещ успешно в регионалните дивизии. До стадиона е построена двуетажна сграда за нуждите на отбора и за физкултурен салон на училището, която пустее. През 2007 година е възстановен футболния отбор, който носи името на едноименното населено място – Съединение. Постига добре успехи, но от До детската градина има незавършен строеж, които е бил предвиден за младежки дом. Пустеещи са и сградите на бившите казарми, които след напускането на войските са били преустроени в кино, детска градина и фурна и впоследствие изоставени.

## Редовни събития
Преди 1944 г. сборът на селото е бил на Петковден. След 1944 г. е на Десети септември. След като през 2001 г. е построен параклис св. „Георги Победоносец“ 6 май става празник на селото.

### Кухня
Традиционна българска и ориенталска кухня.